# Paweł Wojciechowski (ur. 1990)
Paweł Wojciechowski (ur. 29 kwietnia 1990 we Wrocławiu) – polski piłkarz występujący na pozycji napastnika. Wcześniej reprezentował barwy holenderskich Heerenveen i Willem II Tilburg, białoruskich FK Mińsk i Szachciora Soligorsk oraz polskich Zawiszy Bydgoszcz, Chrobrego Głogów, Odry Opole i Ruchu Chorzów. Reprezentant Polski do lat 19.

## Kariera
Wojciechowski, jako zawodnik Heerenveen, zadebiutował w Eredivisie 1 listopada 2008 roku w meczu z AZ Alkmaar, podczas którego zanotował również swoje premierowe trafienie. Latem 2010 roku przeniósł się do Willem II Tilburg. W sierpniu 2012 roku został zawodnikiem FK Mińsk, zaś na początku 2014 roku trafił do Zawiszy Bydgoszcz. W październiku 2015 roku został zawodnikiem I-ligowego Chrobrego Głogów, z którym związał się kontraktem obowiązującym do końca sezonu 2015/2016.

## Sukcesy

### FK Mińsk
- Puchar Białorusi (1) : 2012/13

### Zawisza Bydgoszcz
- Puchar Polski (1) : 2013/14